# Valečov
Valečov je zřícenina středověkého skalního hradu na území obce Boseň v okrese Mladá Boleslav. Stojí na skalních útvarech při západním okraji Českého ráje ve výšce okolo 320 m n. m. poblíž města Mnichovo Hradiště. Od roku 1967 je chráněn jako kulturní památka.

## Historie

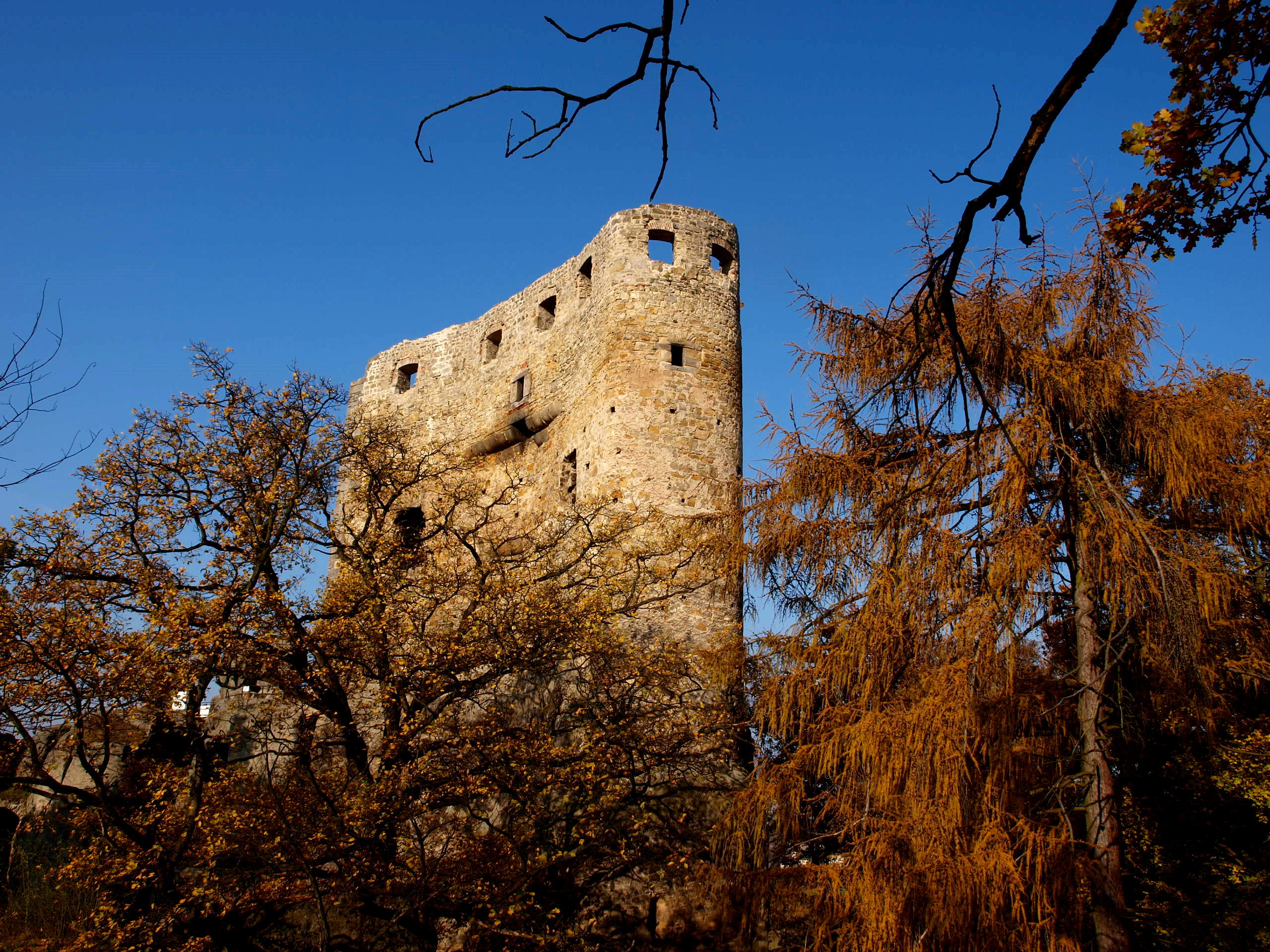
Nový palác z východu

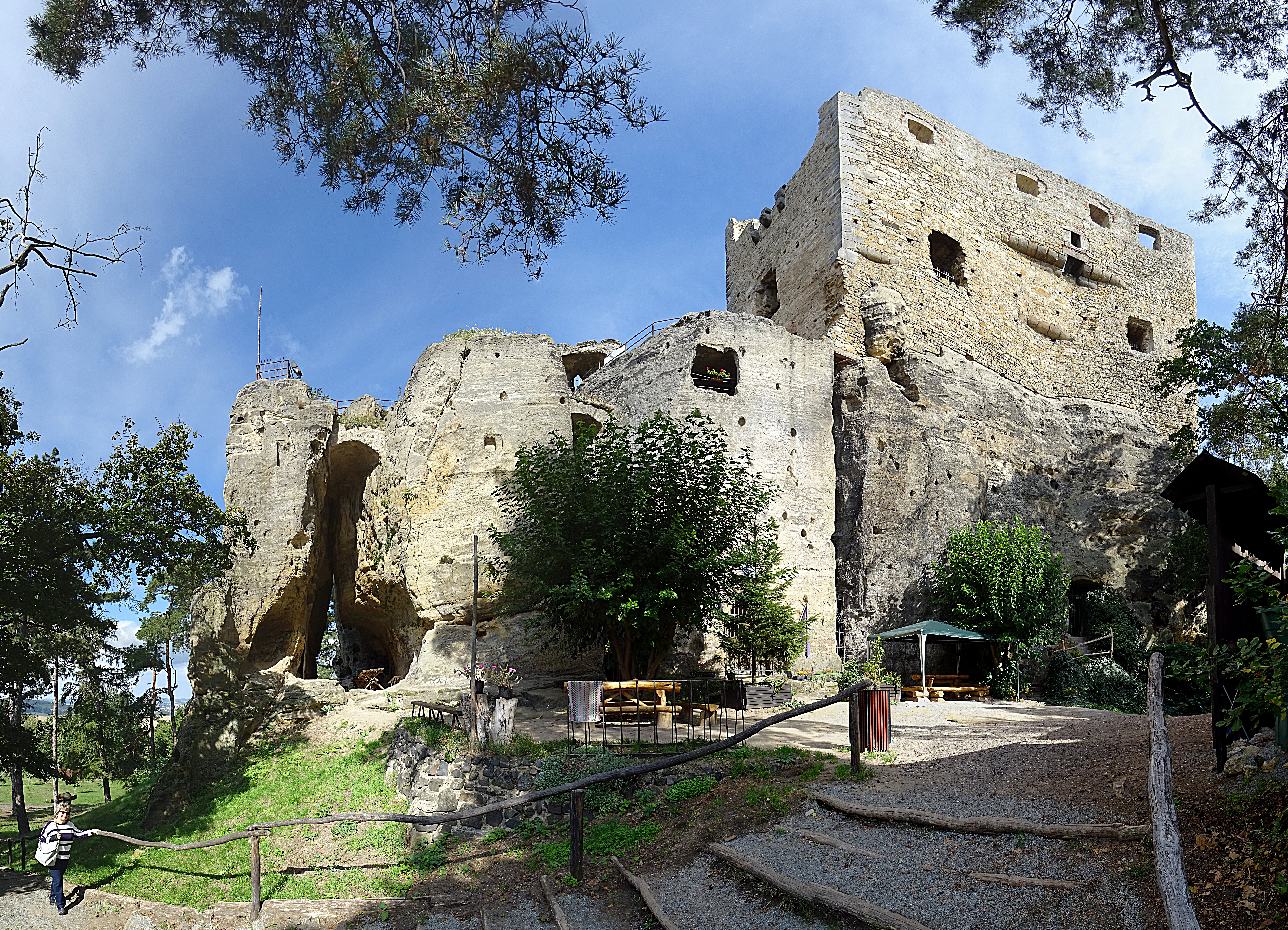
Nový palác od jihu

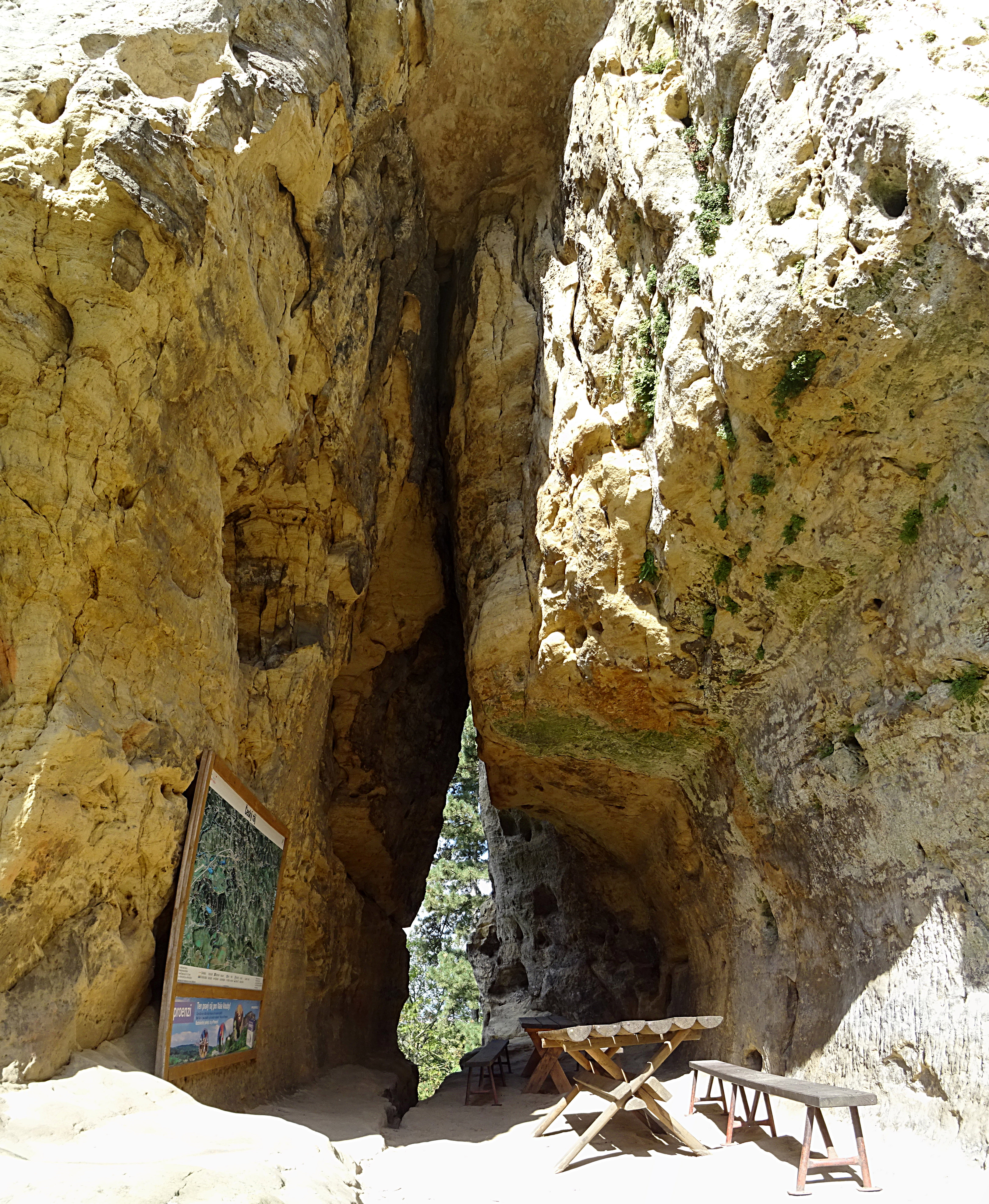
Nejstarší část skalního hradu

Hrad ze dřeva založili po roce 1300 ve skalách Valečovští z Valečova. Protože rod patřil později k přívržencům Jana Žižky z Trocnova, byl hrad po husitských válkách dobyt a vypálen roku 1439 Jindřichem z Vartenberka. Pak byl postupně přestavěn z kamenů. Zůstal zde jen několik let do příchodu tažení Pražanů v letech 1443–1444. O několik let později roku 1472 zde žil Vaněk z Valečova, podkomoří královských měst v době kralování Jiřího z Poděbrad. Pak se začali majitelé hradu rychle střídat, až jej počátkem 17. století získal mocný rod Valdštejnů s celým panstvím. Šlechta zde nebydlela, sloužil jim jako správní středisko a v roce 1652 byl uváděn jako zpustlý.
Ještě v 19. století v některých skalních světničkách přebývali místní chudí. Obyvatelé byli nakonec násilně vystěhováni nařízením okresního hejtmanství v Mnichově Hradišti ze dne 5. října 1892.
Od roku 1994 hrad vlastní obec Boseň, na jejímž území se nachází. Natáčely se zde některé scény z pohádky Zdeňka Zelenky RumplCimprCampr, uvedené v premiéře v České televizi na Štědrý den v roce 1997.

## Stavební podoba
Hrad tvořilo dominantní jádro na třech pískovcových žebrech se dvěma předhradími a rozsáhlým opevněným prostorem s velkým množstvím skalních světniček, které původně sloužilo jako zimoviště husitských polních vojsk. Ve skalních blocích pod hradním jádrem byla vytesána řada světniček a přístupová chodba na vrcholovou plošinu. Na středním bloku stál dřevěný či hrázděný Starý palác. Dochovaný Nový palác měl na nádvorní straně dva prevéty a arkýř. Během 16. století, kdy na hradě žili dva majitelé, byly oba paláce upraveny tak, aby každý měl vlastní vstup z nádvoří.
Poblíž budovy zámku, uvnitř hradeb, stálo několik menších staveb, z nichž větší sloužila jako jídelna a ubytování pro ženy, dále zde bylo několik obydlí vytesaných ve skalách. Pod hradbami bylo podzámčí s řadou stavení a desítky skalních místností.

## Přístup
Na Valečov vede červeně značená Zlatá stezka Českého ráje, která pokračuje na Klamornu a Drábské světničky, a zeleně značená pěší trasa na Branžež. Okolím vedou i další pěší a cyklistické značené trasy, asi 250 m od hradu je u silnice parkoviště. Areál je přístupný v sezóně za vstupné.
| Rok  | Počet návštěvníků |
| ---- | ----------------- |
| 2015 | 14 429            |
| 2016 | 14 963            |
| 2017 | 14 498            |
| 2018 | 13 855            |
| 2019 | 13 352            |